# Inge de Bruijnová
Inge de Bruijnová (* 24. srpna 1973, Barendrecht) je bývalá nizozemská plavkyně, čtyřnásobná olympijská vítězka a osminásobná olympijská medailistka.

## Závodní kariéra
Na světové scéně se poprvé představila na mistrovství světa v Perthu 1991, kde jako členka nizozemské štafety na 4 × 100 m volný způsob vybojovala bronzovou medaili. V následujících letech získávala medaile na evropských šampionátech, ale na světové scéně se na nejvyšší příčky neprosadila - na olympiádě v roce 1992 skončila nejvýše osmá, o čtyři roky později v Atlantě nestartovala. Zlom nastal v roce 1999, kdy na mistrovství světa v krátkém bazénu získala medaile na nejkratších tratích - zlato na 50 m volný způsob a bronz na 50 m motýlek, ze štafety přidala stříbro. Ve stejném roce také vyhrála dvě disciplíny na mistrovství Evropy a vytvořila světový rekord na 50 m volný způsob. To bylo předzvěstí úspěchu na následujících hrách v Sydney. Tam zvítězila ve sprinterských tratích - na 50 a 100 m volný způsob a na 100 m motýlek. Ve všech třech disciplínách překonala světový rekord. Získala přezdívku Invincible Inky - Nepřemožitelná Inky. V souvislosti s jejím zlepšením v období olympiády v Sydney i úspěchy jejího reprezentačního kolegy Pietera van den Hoogenbanda se objevilo u obou podezření z užívání zakázaných prostředků,  ani u jednoho se však pozitivní test či jiný důkaz nikdy nepotvrdil.
Úspěchy slavila na sprinterských tratích i na následujících dvou světových šampionátech - v letech 2001 a 2003 získala celkem 5 světových titulů. Na olympiádě 2004 v Aténách obhájila zlato v nejkratším kraulařském závodě a přidala stříbrnou a dvě bronzové na dalších oblíbených tratích. Svou olympijskou medailovou bilancí (4 zlaté, 2 stříbrné a 2 bronzové) se stala nejúspěšnější nizozemskou olympioničkou historie. V roce 2007 ukončila aktivní kariéru. Krom plavání byla mediálně známá také jako reklamní tvář značky spodního prádla Sapph.

## Mimořádné výkony a ocenění
- držitelka světového rekordu na 50 m volný způsob (24,13), 100 m volný způsob (53,77) a 100 m motýlek (56,61) (vše z olympijských her 2000 v Sydney)
- nejlepší světová plavkyně 2000, 2001
- nejlepší evropská plavkyně 1999, 2000, 2001
- nejlepší sportovkyně Evropy (podle ankety Asociace evropských sportovních novinářů i polské agentury PAP)
- nizozemská sportovkyně roku 2001

## Osobní rekordy
- 50 m volný způsob - 24,13 (2000, Sydney)
- 100 m volný způsob - 53,77 (2000, Sydney)
- 50 m motýlek - 25,64 (2000, Sheffield)
- 100 m motýlek - 56,61 (2000, Sydney)